# Holzschuher von Harrlach

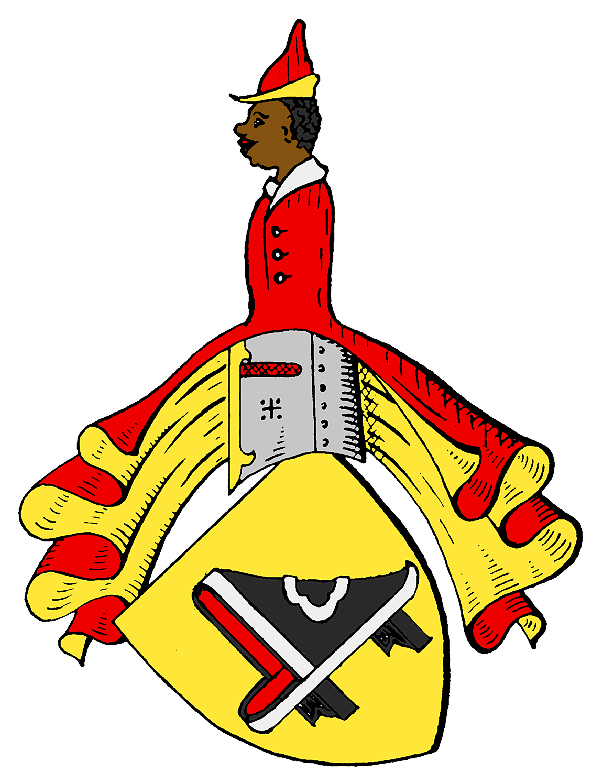
Stammwappen der Holzschuher

Die Holzschuher von Harrlach (auch: Holzschuher zu Harrlach und Thalheim-Aschbach) sind eine der ältesten nachweisbaren Patrizierfamilien der Reichsstadt Nürnberg, erstmals 1228 urkundlich mit Heinricus Holzschuher erwähnt.
Die durch den Handel mit flandrischen Tuchen reich gewordenen Holzschuher waren ab 1319, mit kurzen Unterbrechungen, bis zum Ende der reichsstädtischen Zeit im Jahr 1806 im „Inneren Rat“ vertreten und gehörten nach dem „Tanzstatut“ des Nürnberger Patriziats zu den zwanzig alten ratsfähigen Geschlechtern. Einige von ihnen waren Bürgermeister. Das Handelshaus der Holzschuher gehörte im Spätmittelalter und in der frühen Neuzeit zu den bedeutendsten Unternehmen der Reichsstadt.

## Geschichte

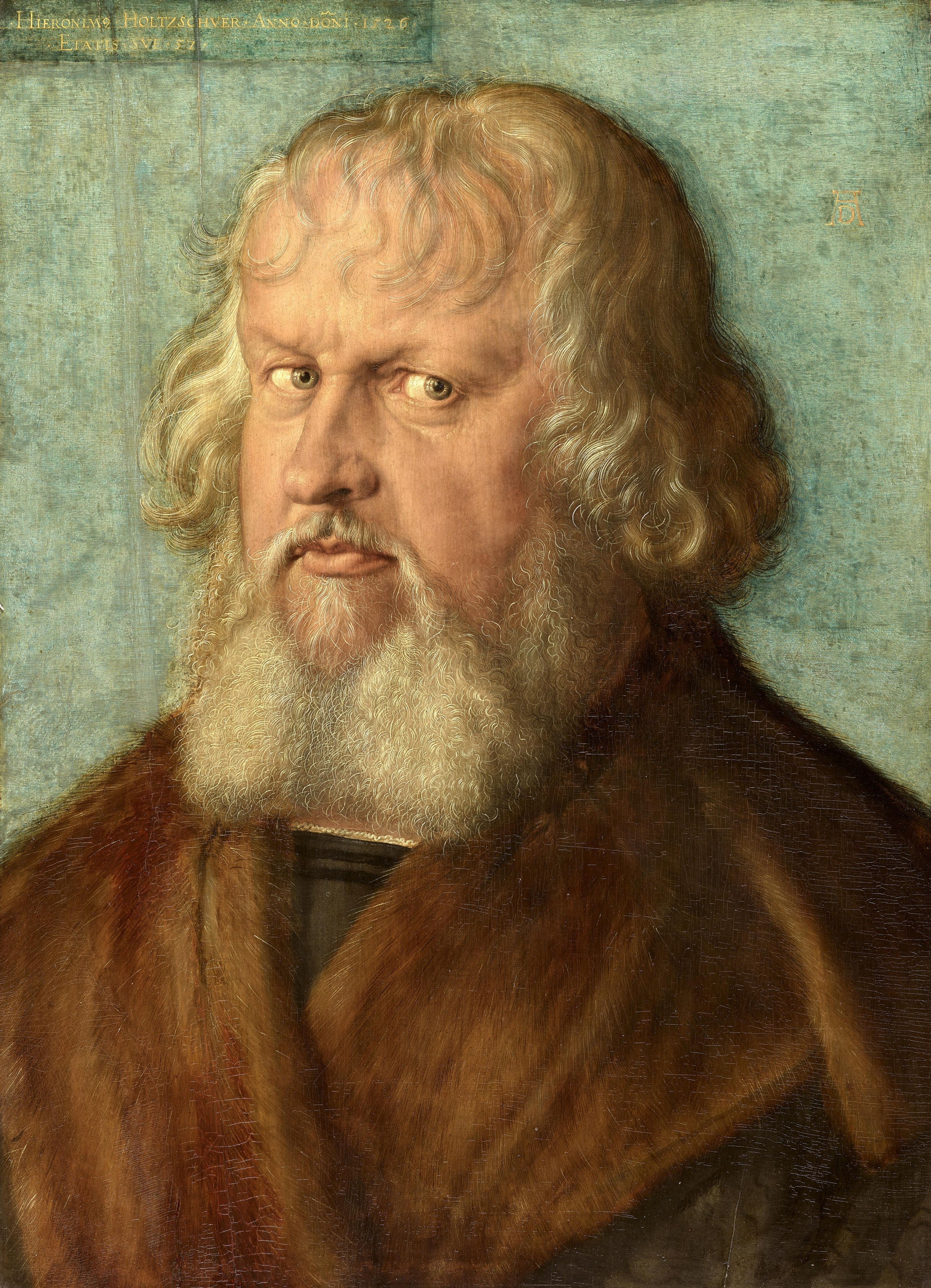
Albrecht Dürer, Bildnis des Hieronymus Holzschuher (1526), Gemäldegalerie Berlin

Die Holzschuher entstammen wahrscheinlich der Ministerialität aus der Umgebung von Nürnberg. Laut dem Nürnberger Geschlechtsregister des Johann Gottfried Biedermann (publiziert ab 1745) soll ein Lorenz I. Holzschuher (* um 1080 in Nürnberg oder Umgebung; † 1130 Nürnberg) der Stammvater des Geschlechts gewesen sein; er sei 1130 in St. Sebald (Nürnberg) beerdigt worden und habe auf der Nürnberger Burg gewohnt, weil die Stadt seinerzeit wüst und öde gewesen sei. Er soll danach Stammvater der vier Nürnberger Holzschuher-Linien gewesen sein. Diese Quelle gilt allerdings als häufig fehlerhaft und unbelegt. Der erste urkundlich belegte Familienangehörige war Heinrich Holzschuher (1228).
Schon früh unterhielt die Familie eine Handelsgesellschaft, die mit flandrischem Tuch handelte und in Geldgeschäften tätig war. Berühmt ist das „Handlungsbuch der Holzschuher“ für die Jahre 1304 bis 1307, das älteste vollständig erhaltene Kaufmannsbuch des deutschsprachigen Raums. Es ist das lateinisch abgefasste Schuldkontobuch der Firma, das von vier Gesellschaftern der gleichen Familie einschließlich einer Ehefrau geführt wurde.
Die Holzschuher traten mit ihren Gesellschaften vom 14. bis 16. Jahrhundert im gesamten von Nürnberger Firmen besuchten Handelsraum auf. 1350 erweiterten die Holzschuher ihren Handel mit Gewürzen, engagierten sich seit 1480 immer stärker im Warenhandel aus Osteuropa (Felle, Leder, Pelze, Häute, Wachs) und um 1485 im Kupfergeschäft (Messinghütte im thüringischen Eisfeld). Die Holzschuher verbreiteten sich von Franken auch nach Bayern, Württemberg und Österreich, nach Livland und Schlesien sowie bis nach Ostindien und Nordamerika. Seit Mitte des 16. bis Anfang des 17. Jahrhunderts hatten sie Hämmer und Hütten im Nürnberger Landgebiet sowie Bergwerksbeteiligungen in Böhmen, Kärnten, in der Steiermark und gehörten zu den bedeutendsten Montanunternehmern ihrer Zeit. Viele Holzschuher reisten bereits im ausgehenden Mittelalter nach Palästina und Ägypten oder nahmen als Ritter des Deutschen Ordens an Kriegszügen teil, wobei sie ihren Reichtum mehrten. Auch sind Teilnehmer an den Markgrafenkriegen sowie – unter Wallenstein – am Dreißigjährigen Krieg belegt.
Lazarus Holzschuher (1487–1523) verfasste seit 1506 ein von Hans von Kulmbach illustriertes Familienbuch samt „Beschreibung der 1511 lebenden ehrbaren Personen in Nürnberg“; der Ratsherr Veit Holzschuher (1510–80) ließ 1563–65 ein von einem unbekannten Künstler koloriertes Geschlechter- und Wappenbuch anlegen. Als einziges Geschlecht in reichsstädtischer Zeit ließen die Holzschuher eine Familiengeschichte drucken, und zwar die „Historia genealogica Holzschuherorum“ von 1755, mit Urkundenanhang von J. Ch. Gatterer (siehe unten: Literatur).

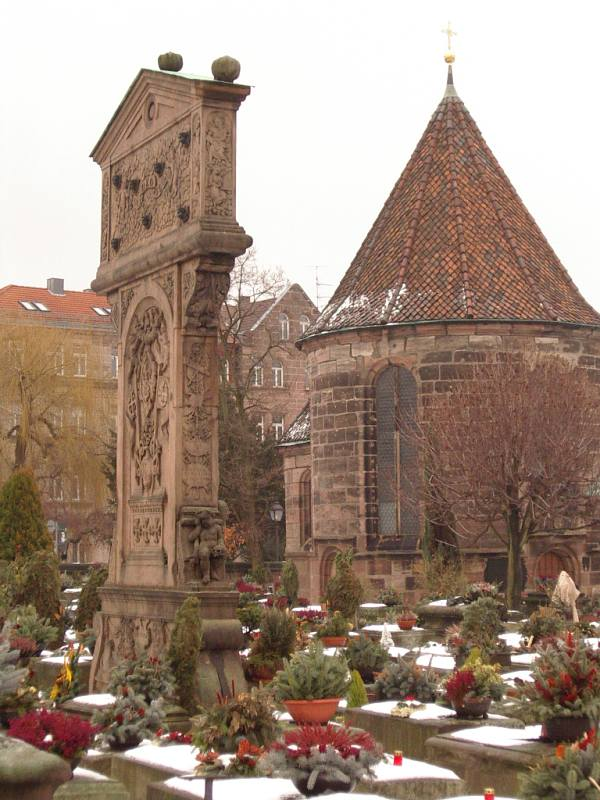
Holzschuherkapelle von 1515 auf dem Nürnberger Johannisfriedhof

Über ihre Besitztümer in Neuenbürg, Aspach (auch: Asbachhof) und Vestenbergsgreuth (Lkr. Erlangen-Höchstadt) gehörten sie der Fränkischen Reichsritterschaft an. In ihren Grundherrschaften wie etwa Neuenbürg wehrten sie die vom Hochstift Bamberg ausgehende Gegenreformation erfolgreich ab.
1815 wurden die Holzschuher, gemeinsam mit den anderen Nürnberger Patriziern, als Edle in die bayerische Adelsmatrikel aufgenommen und 1819 in den Freiherrenstand erhoben. Der vollständige Name des noch heute bestehenden Geschlechts, „Freiherren Holzschuher von Harrlach“, leitet sich von dem 1727 erworbenen Landgut Harrlach ab, einem kleinen Ort bei Allersberg (bis 1874 im Familienbesitz).
Die Holzschuherkapelle auf dem Nürnberger Johannisfriedhof wurde um 1515 vom Stadtbaumeister Hans Beheim dem Älteren erbaut, an der Stelle einer dem hl. Stephan geweihten Pestkapelle von 1395, und war über Jahrhunderte hinweg die Begräbnisstätte der Familie. Im Nürnberger Stadtteil Sündersbühl ist eine Straße nach den Holzschuhern benannt.
Im Jahr 2002 übergab das Familienoberhaupt Wolf von Holzschuher nach dem Verkauf von Schloss Artelshofen das wertvolle Familienarchiv als Dauerleihgabe an das Stadtarchiv Nürnberg. Verbunden ist der Name der Holzschuher auch mit einem berühmten Gemälde Albrecht Dürers, das den Kaufmann Hieronymus Holzschuher (1469–1529) zeigt, sowie mit der von diesem um 1499 bei Dürer in Auftrag gegebenen Beweinung Christi („Holzschuher-Lamentation“). Auch zahlreiche andere Werke zeugen vom früheren Reichtum und Kunstsinn der Familie.

## Ehemalige Besitzungen (Auszug)

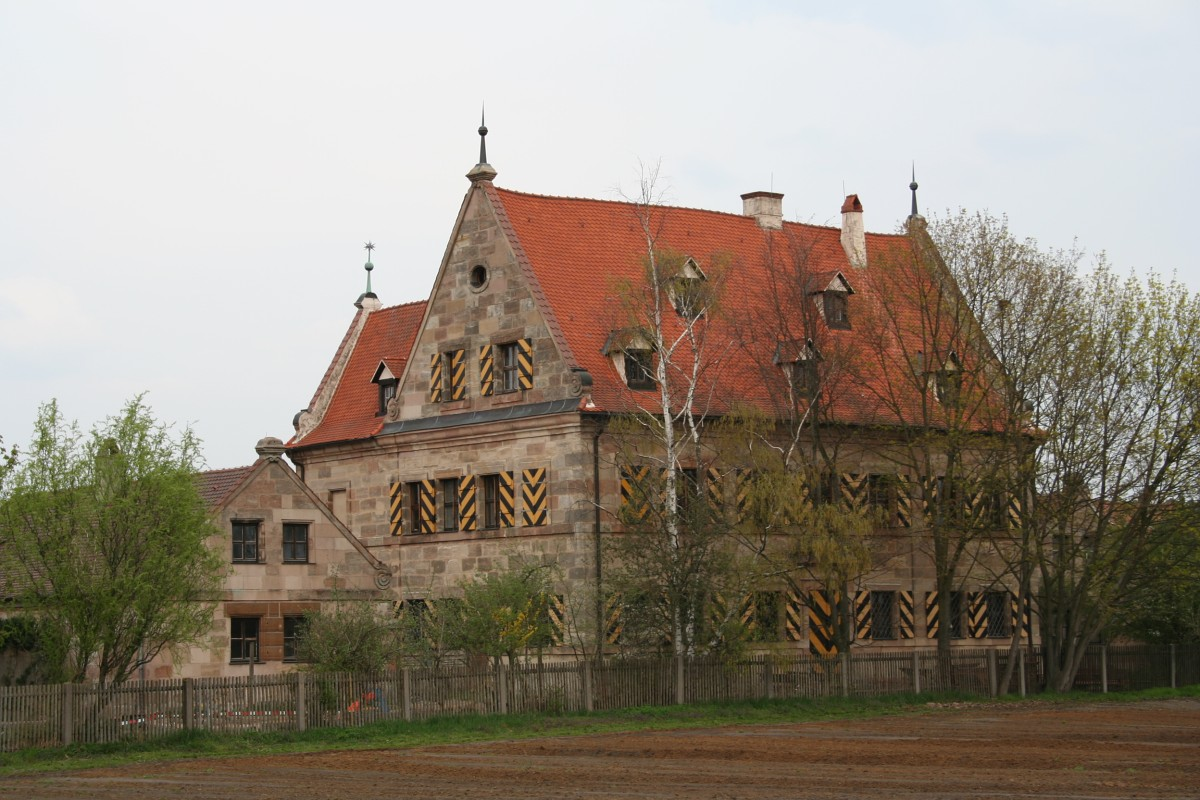
Das frühere Holzschuher-Schloss in Almoshof bei Nürnberg

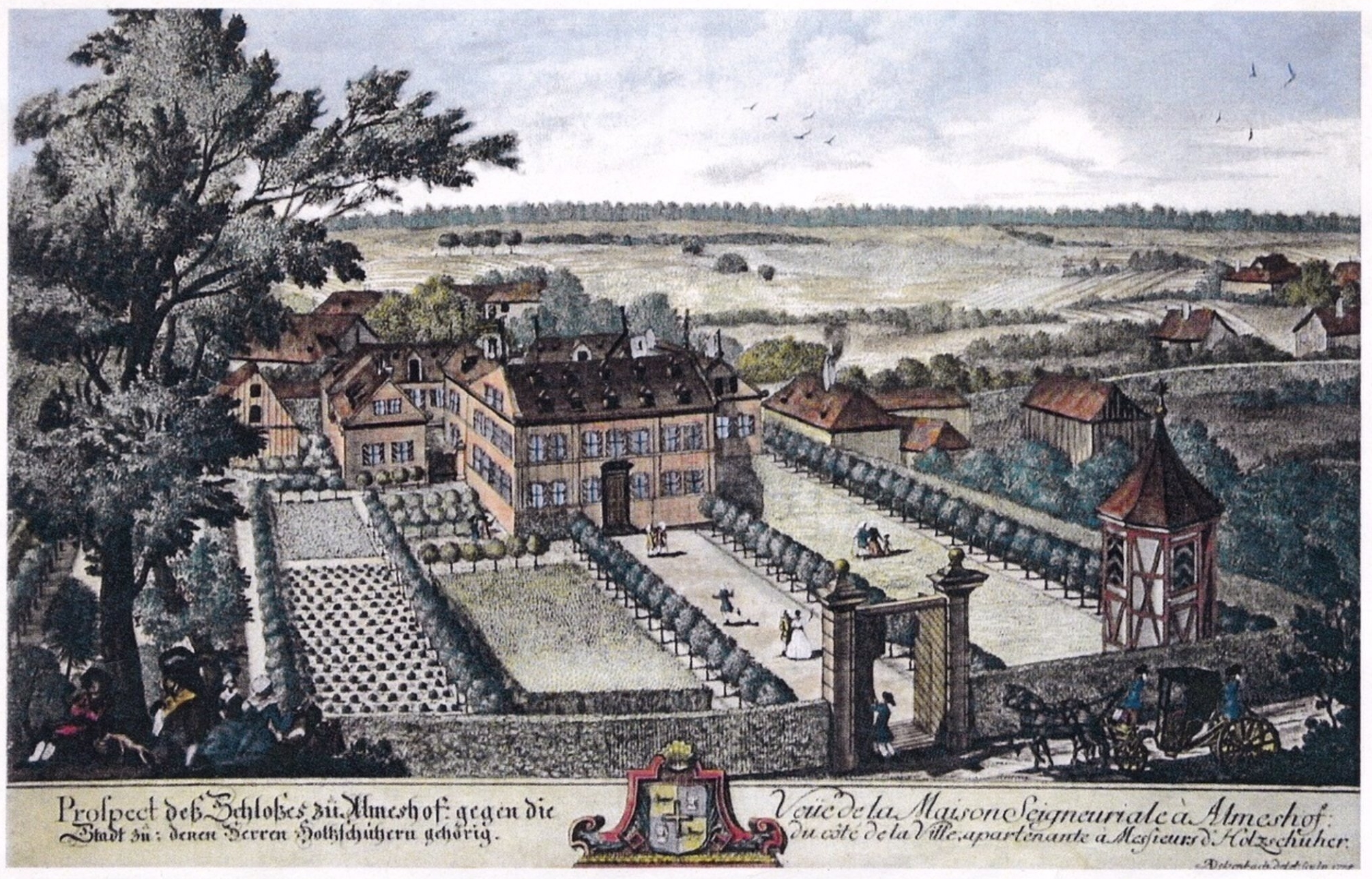
Schloss Almoshof (1728), „denen Herren Holzschuhern gehörig“

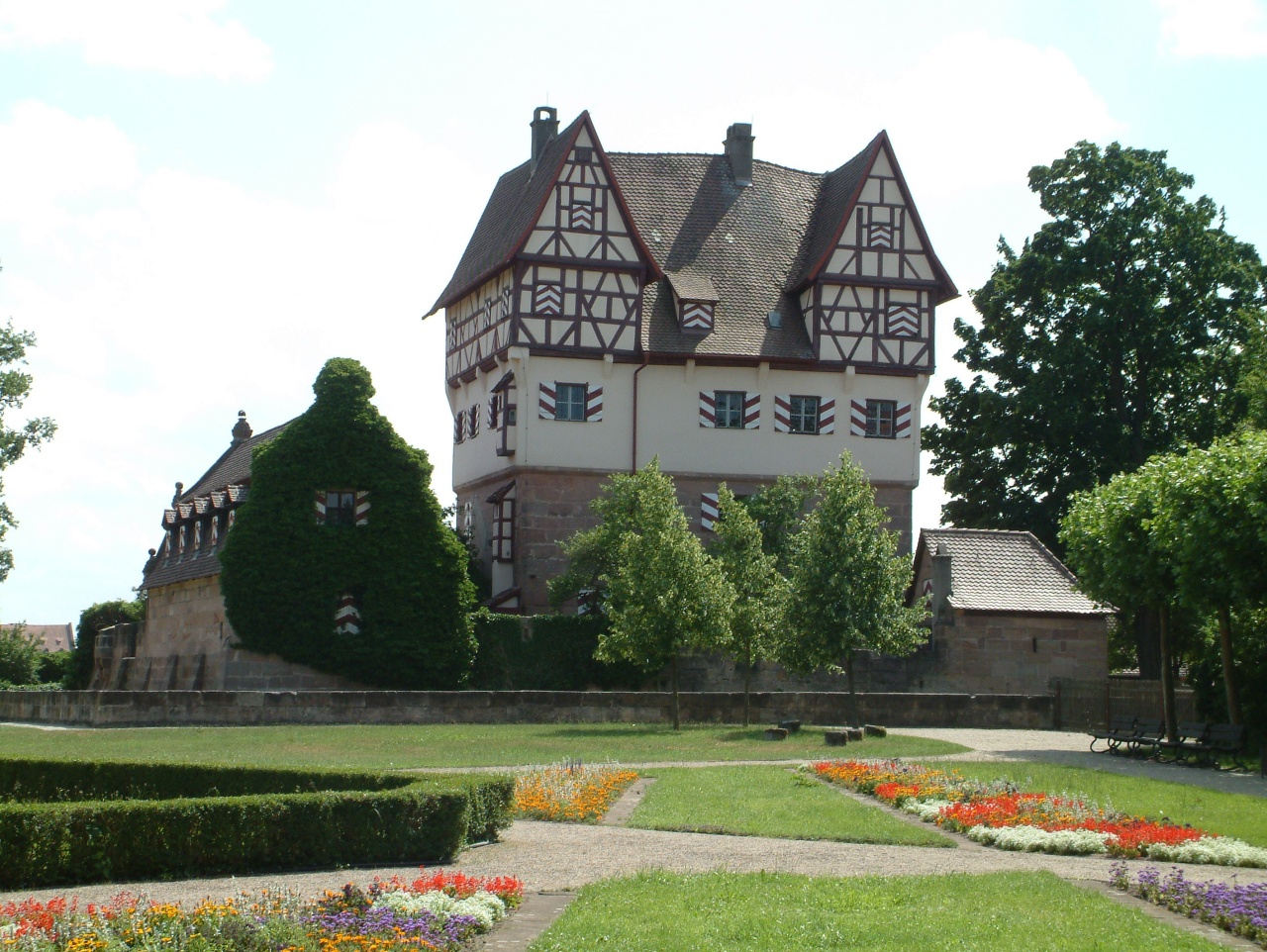
Schloss Neunhof bei Nürnberg

Der namensgebende Sitz der Holzschuher war das 1727 erworbene und 1874 verkaufte Landgut mit Schloss Harrlach bei Allersberg, das 1929 von den Grafen Faber-Castell abgebrochen wurde.
Zu den Besitzungen der Holzschuher gehörten:
- 1258 (mit Unterbrechung bis zum Ende der Grundherrschaft 1850) Grundbesitz in Hausen (bei Forchheim)
- 1352–1941 Grundbesitz in Almoshof – das „Holzschuher-Schlösschen“ (1692 neu erbaut), eigentlicher Stammsitz
- 1405–1537 das Harsdorfsche Schloss in Fischbach
- 1405–1535 das Scheurlsche Schloss in Fischbach
- 1405–1517 das Pellerschloss in Fischbach
- ????–???? Besitzungen in Horbach (Langenzenn)[6]
- 1453–1532 der kleine Heilsbronner Hof (neben dem Heilsbronner Hof) in Nürnberg
- 1467–1502 das Burgfriedschlösschen in Sündersbühl
- 1473–1482 die Unterbürg in Laufamholz (mit folgenden Erbschaftsstreitigkeiten)
- Grundbesitz in Rummelsberg, um 1480
- 1518–1566 das Hallerweiherhaus in Gleisbühl
- 1530–1539 die Hammermühle Schloss Kugelhammer
- 15??–1535 das Schloss Artelshofen[7]  (erneut ab 1931 – ca. 2002)
- 1545–1822 das Doktorschlösschen in Mögeldorf – mit Grundherrschaft
- 1556–1561 der Herrensitz mit Kupferhütte in Enzendorf (Hartenstein)
- 1592–1703 die Neuenbürg (Weisendorf)[8] bei Weisendorf, Seitenlinie
  - 1592–???? das Lehen Kairlindach bei Weisendorf[9]
- 1611–1680 der Herrensitz Birnthon
- 1621–1909 Schloss Thalheim im Nürnberger Land (von Landbaumeister Johann Ullrich Mösel 1708–13 für Sigmund Elias Holzschuher erbaut)
- Grundbesitz in Oberschöllenbach, um 1630
- 1660–1697 Besitzungen in Kleingeschaidt[10]
- 1707–1783 Rittergut Asbachshof (Aspach) bei Uffenheim, Seitenlinie
- 1727–1874 Schloss Harrlach
- 1756–1838 das Rittergut Vestenbergsgreuth bei Höchstadt an der Aisch
- 1770–1??? das Müller-Vargethsche Freihaus in Kornburg
- 1856–heute das Schloss Neunhof bei Nürnberg
- 1920–1987 Schloss Gymnich bei Erftstadt
- 1920–heute Schloss Vischel im Landkreis Ahrweiler (Rheinland-Pfalz)
- 1932–nach 2000 Schloss Artelshofen im Nürnberger Land

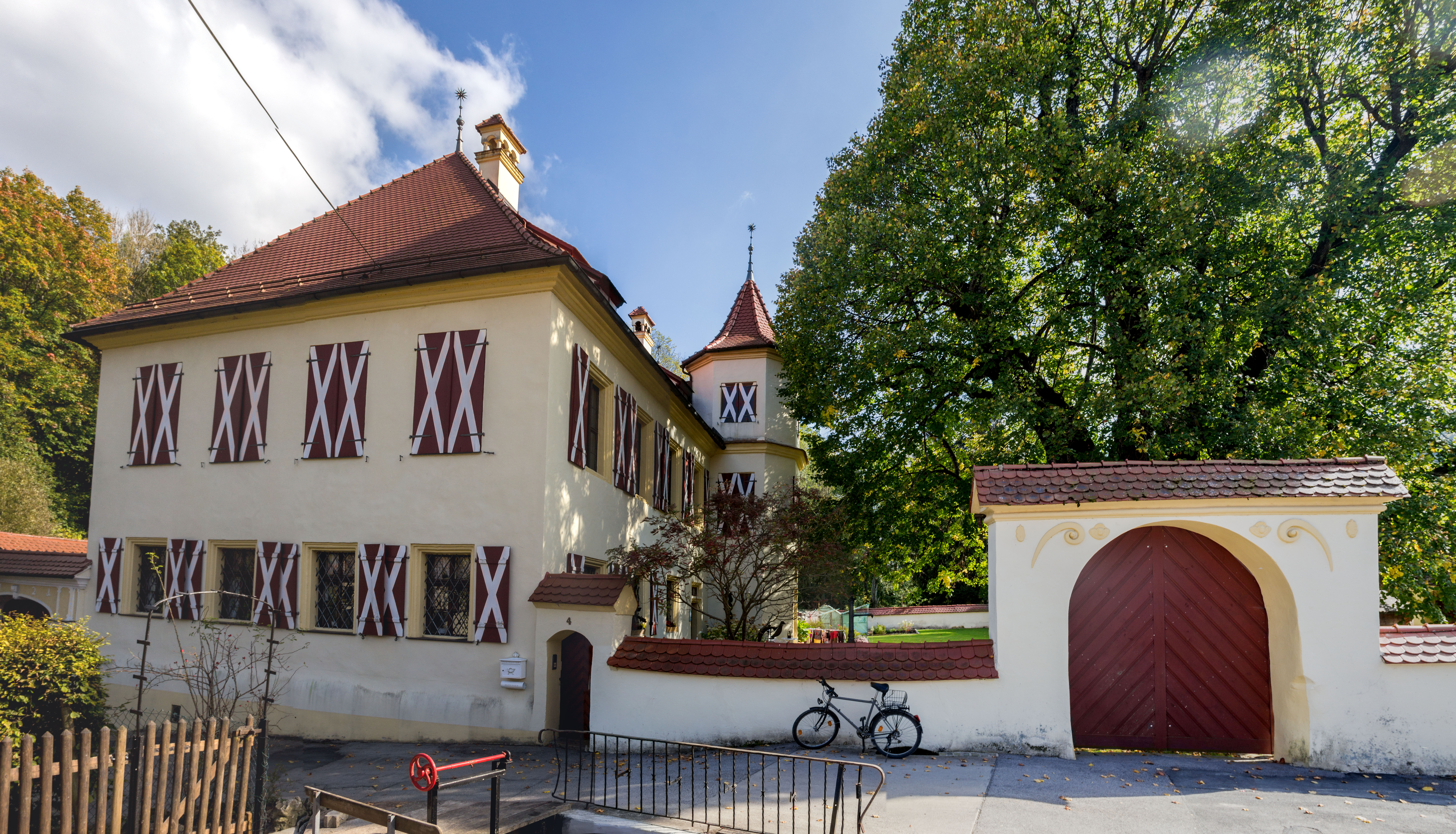
Herrensitz Thalheim, Nürnberger Land
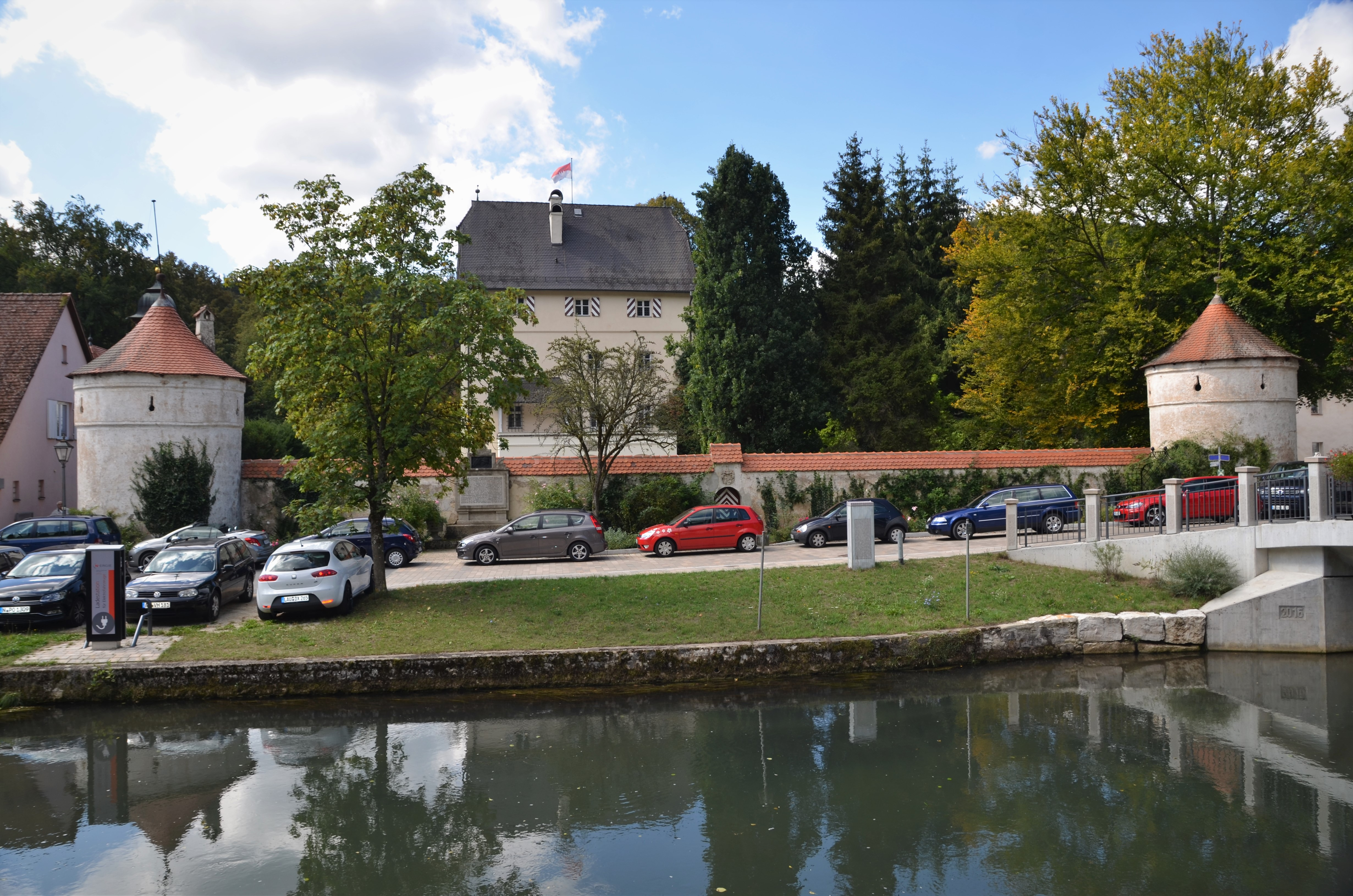
Schloss Artelshofen, Nürnberger Land
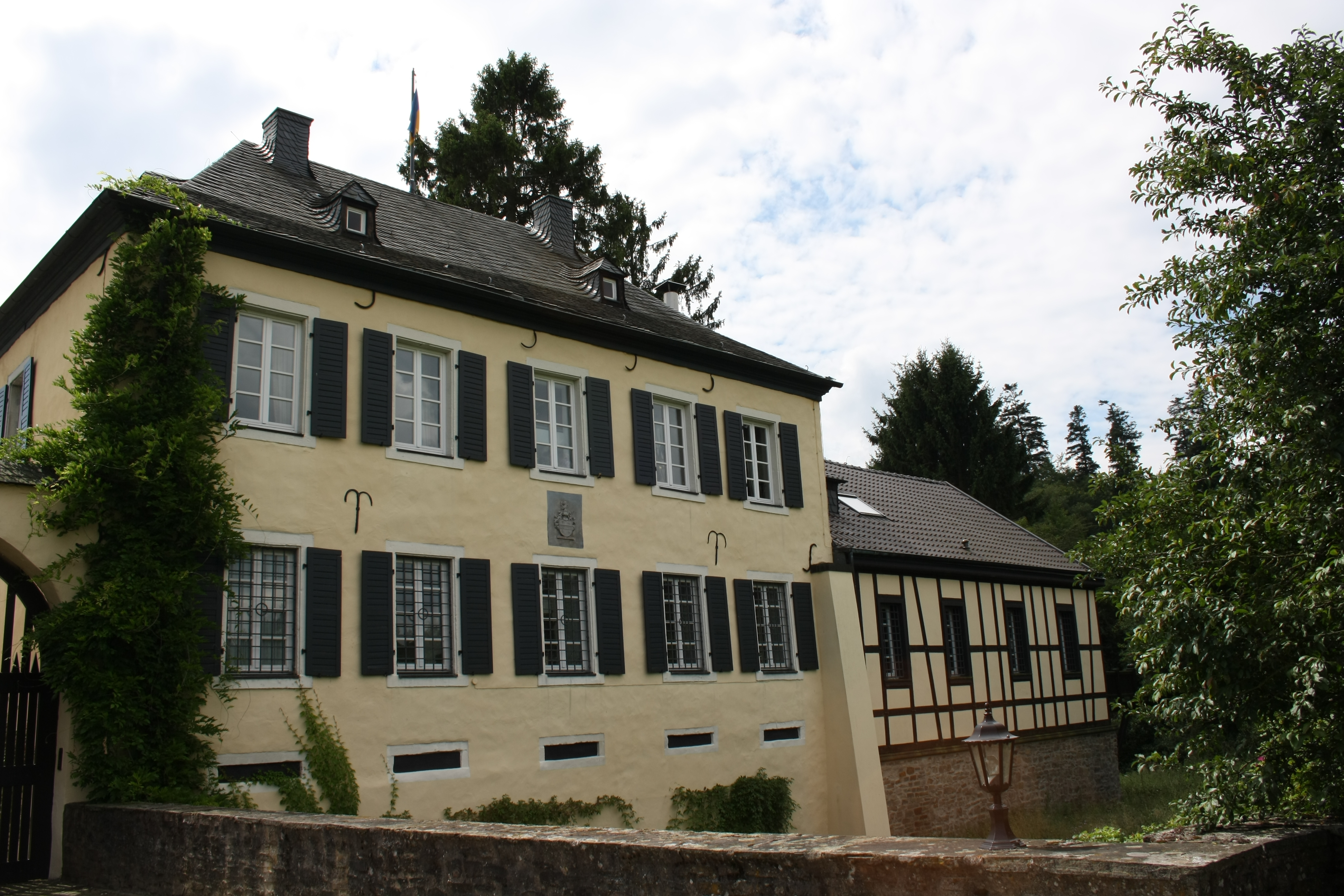
Schloss Vischel (Rheinland-Pfalz), heutiger Wohnsitz

## Bekannte Familienmitglieder
- Hieronymus Holzschuher (1469–1529), Kaufmann, porträtiert von Albrecht Dürer
- Berthold Holzschuher (1511–1582), Finanzpolitiker und Techniker, Pionier des Versicherungsgedankens, Montanunternehmer
- Christoph Siegmund von Holzschuher (1729–1779), Patrizier, Waagamtmann und Historiker
- Gottfried Ernst Sigismund Holzschuher von Harrlach (1750–1816), königlich preußischer Generalmajor
- Rudolph Christoph Karl Sigmund Freiherr von Holzschuher zu Harrlach und Thalheim-Aschbach (1777–1861), Jurist, Verteidiger von Johann Philipp Palm
- Freiherr Wilhelm von Holzschuher (1893–1965), Gutsbesitzer, von 1934 bis 1939 nationalsozialistischer Regierungspräsident von Niederbayern und der Oberpfalz.
- Ludwig Freiherr von Holzschuher zu Harrlach und Thalheim-Aschbach (* 1897, München; † 4. Januar 1973), Psychologe und Werbekaufmann[11]

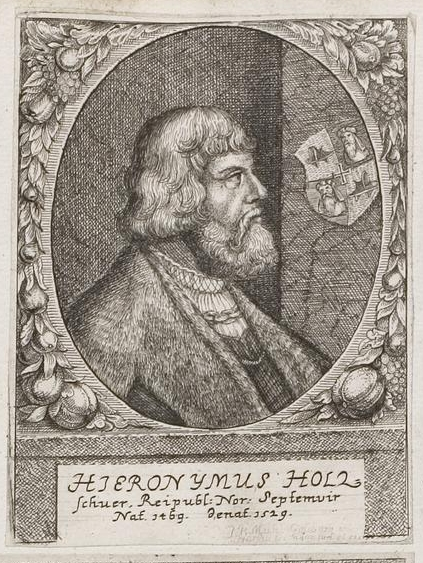
Hieronymus Holzschuher (1469–1529), Kaufmann, Bürgermeister
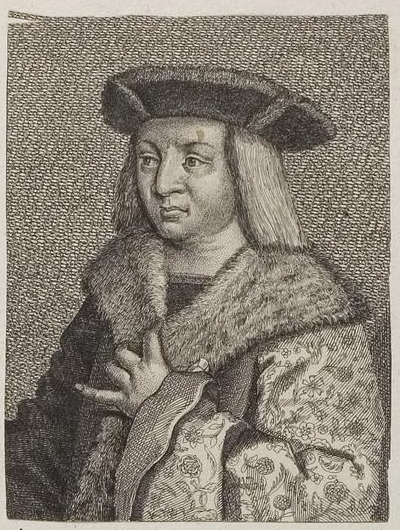
Lazarus Holzschuher (1487–1523), Verfasser des Familienbuches
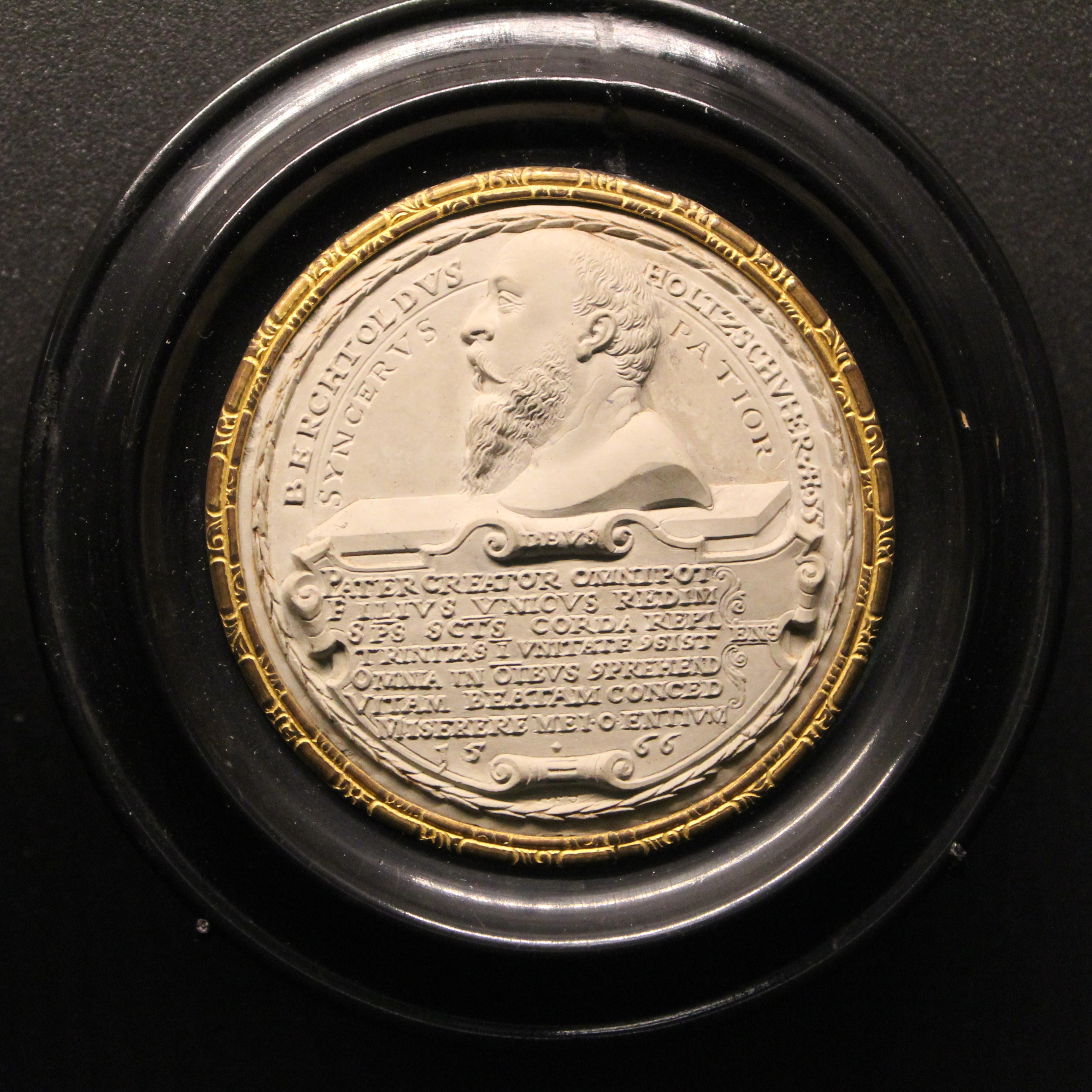
Berthold Holzschuher (1511–1582), Finanzpolitiker, Erfinder
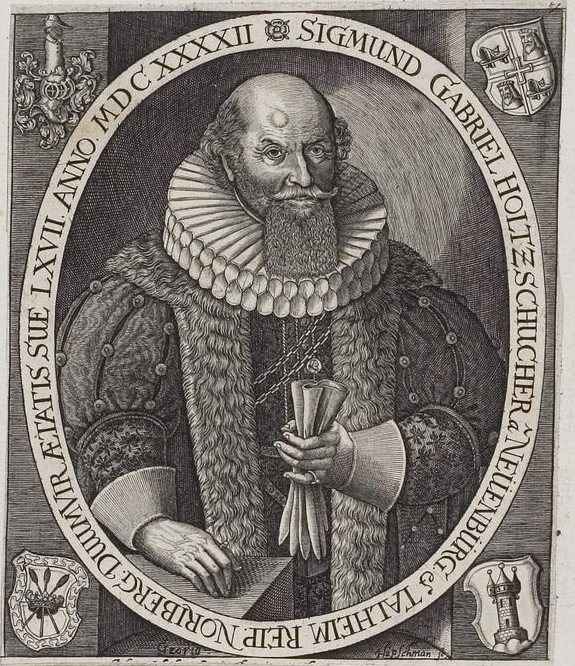
Sigmund Gabriel Holzschuher von Aspach und Neuenbrunn (1575–1642), Ratsherr und Bürgermeister, oberster Finanzbeamter Nürnbergs und ab 1650 Kastner des Amtes Hersbruck
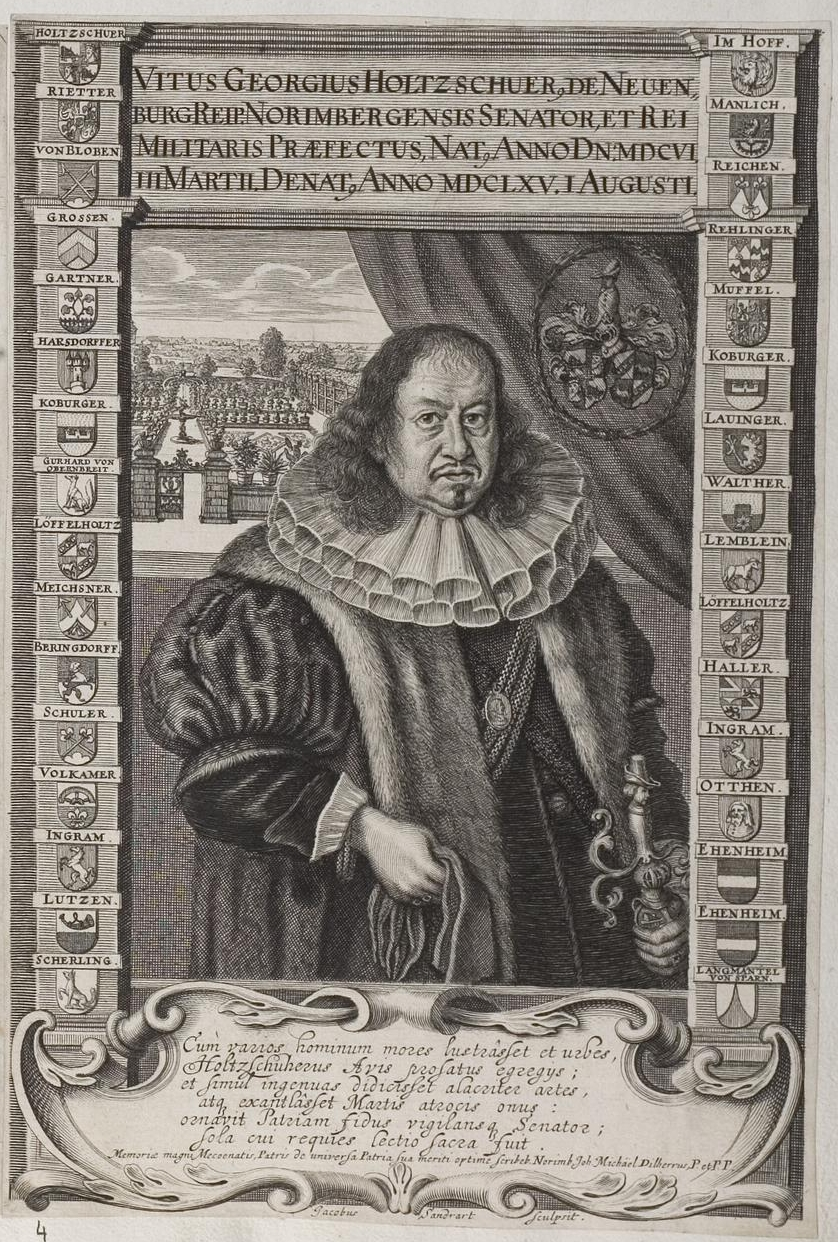
Veit Georg Holzschuher (1606–1665), Ratsherr und Stadthauptmann
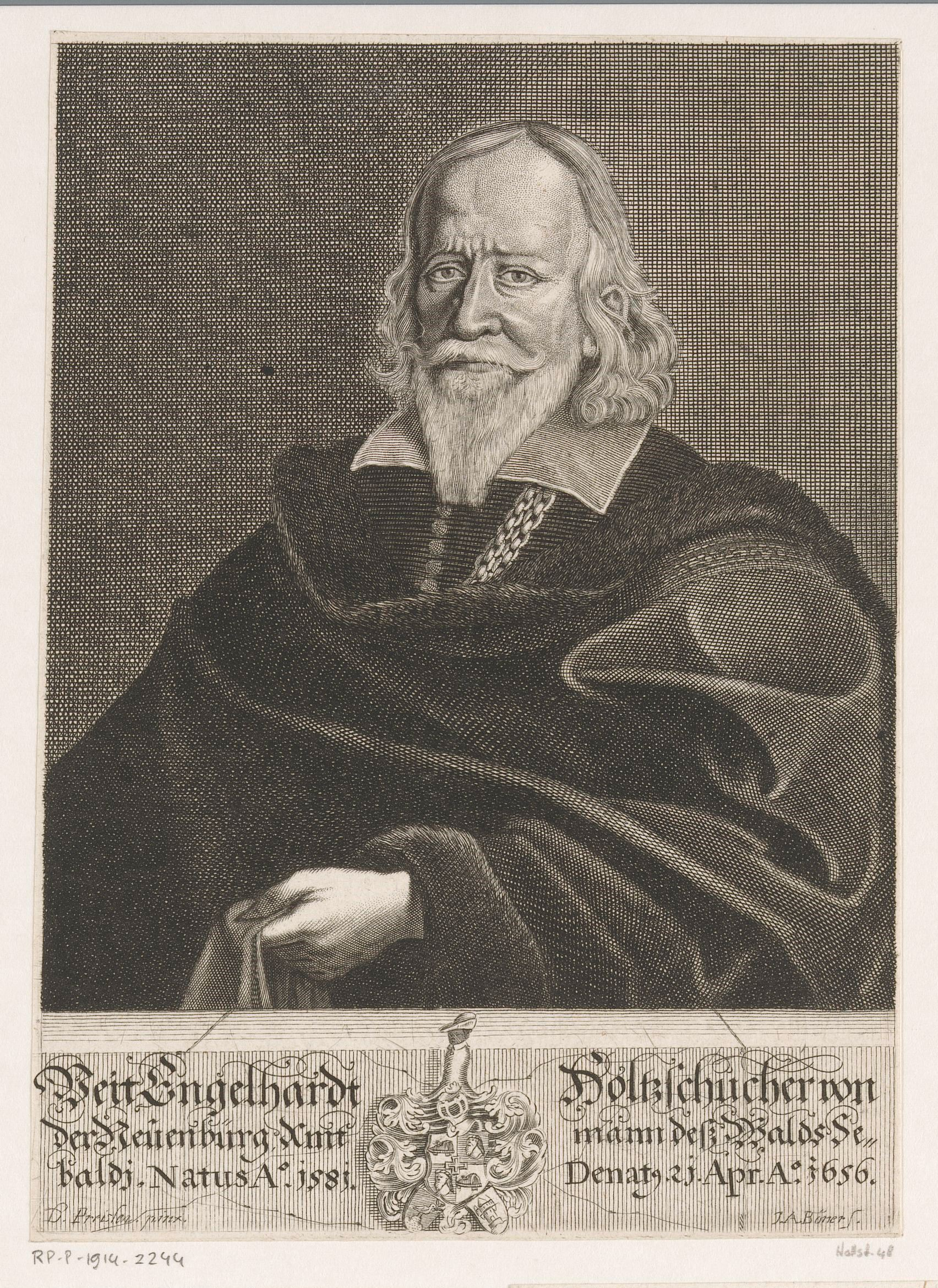
Veit Engelhard Holzschuher von Neuenbürg (1581–1656), Amtmann des Waldamt Sebaldi
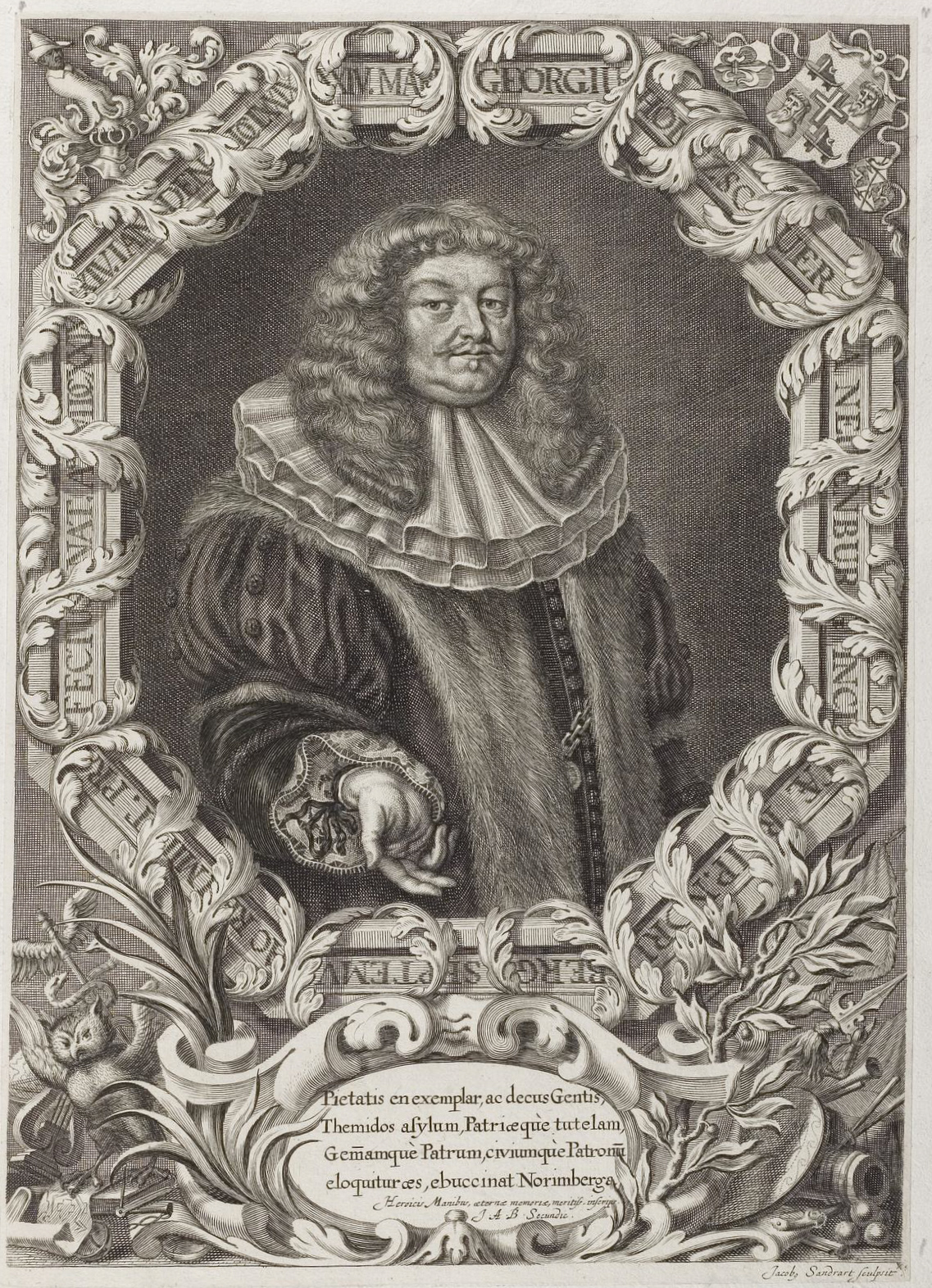
Georg Holzschuher von Neuenbürg (1629–1679), Septemvir
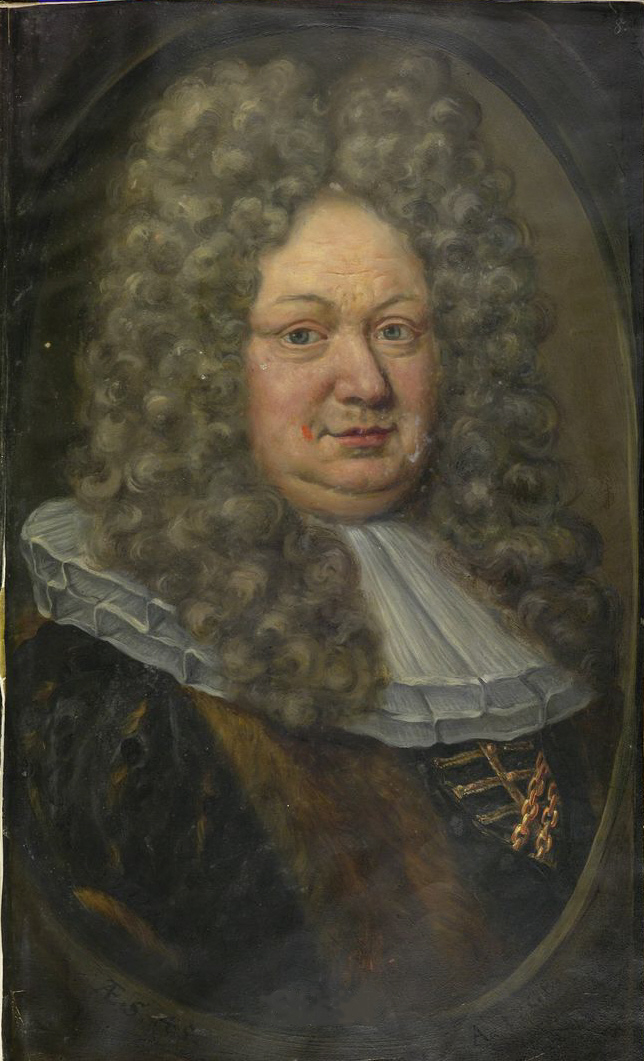
Veit Hieronymus Holzschuher (1708), Pfleger der Landauerschen Zwölfbrüderstiftung
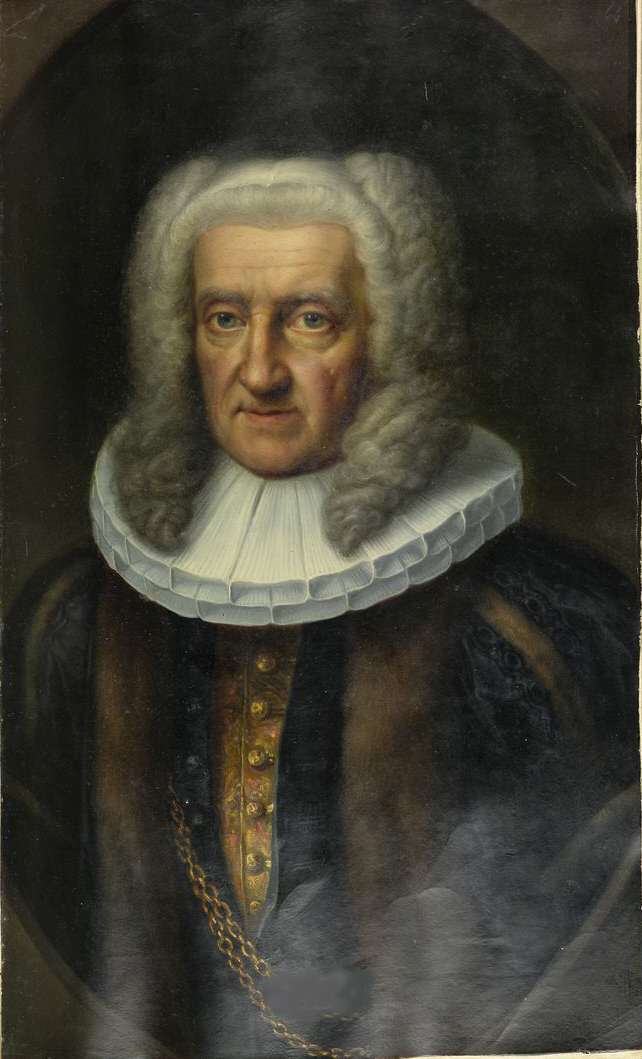
Burckhard Sigmund Holtzschuher (1737), Pfleger

## Wappen
Das Stammwappen zeigt in Gold einen links gekehrten, rot gefütterten und silbern verzierten schwarzen Holzschuh. Auf dem Helm mit rot-goldenen Decken ein rot-gekleideter Mohrenrumpf mit silbernem Kragen und Knöpfen, bedeckt mit einem gold-gestulpten roten Spitzhut. Der Mohr könnte den heiligen Maurus symbolisieren, der im Mittelalter unter anderem als Schutzpatron der Schneider und Tuchhändler galt.
Wappengeschichte: Wolf Holzschuher wurde 1503 von König Emanuel von Portugal zum Ritter des Ordens Jesu Christi geschlagen und fügte das Ordenszeichen dem Wappen hinzu. Die Wappenmehrung wurde 1547 von Kaiser Karl V. für das ganze Geschlecht bestätigt.

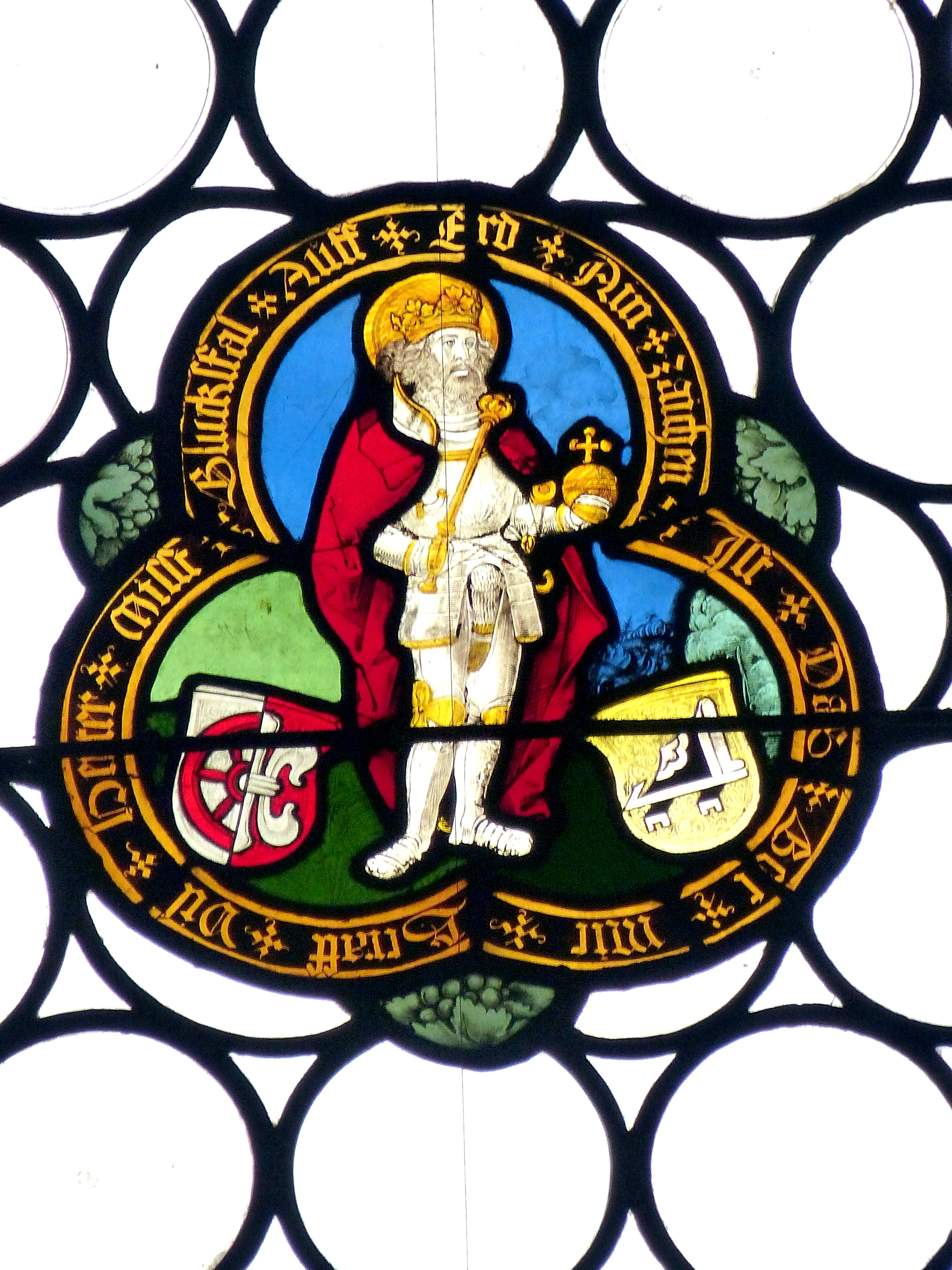
Wappenscheibe Lorenzkirche, 1514 (Fürer / Holzschuher)
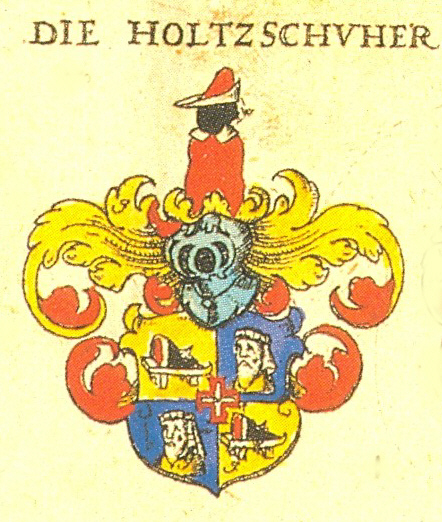
Gemehrtes Holzschuher-Wappen nach Johann Siebmacher (1601)
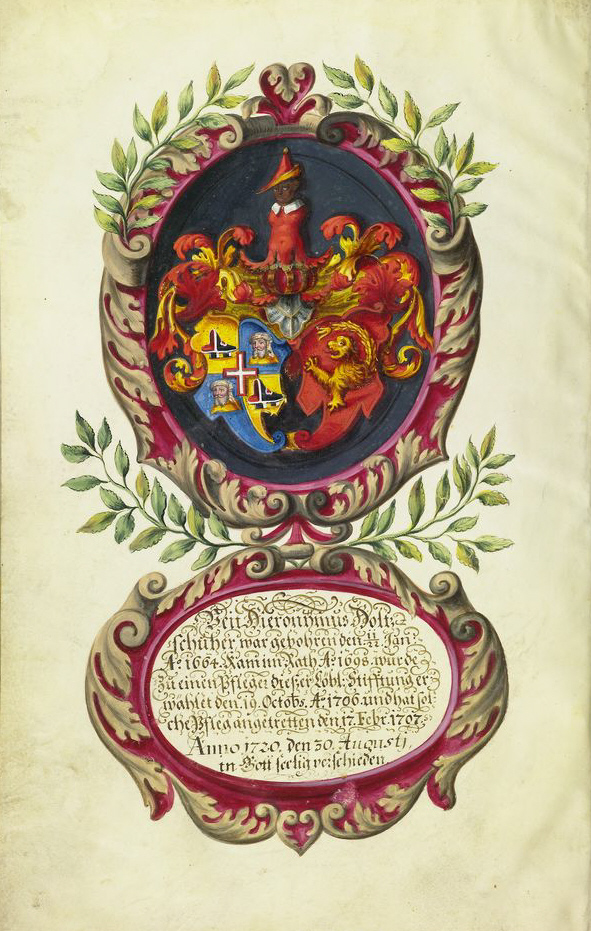
Allianzwappen Holzschuher / Imhoff, Veit Hieronymus Holzschuher († 1720)
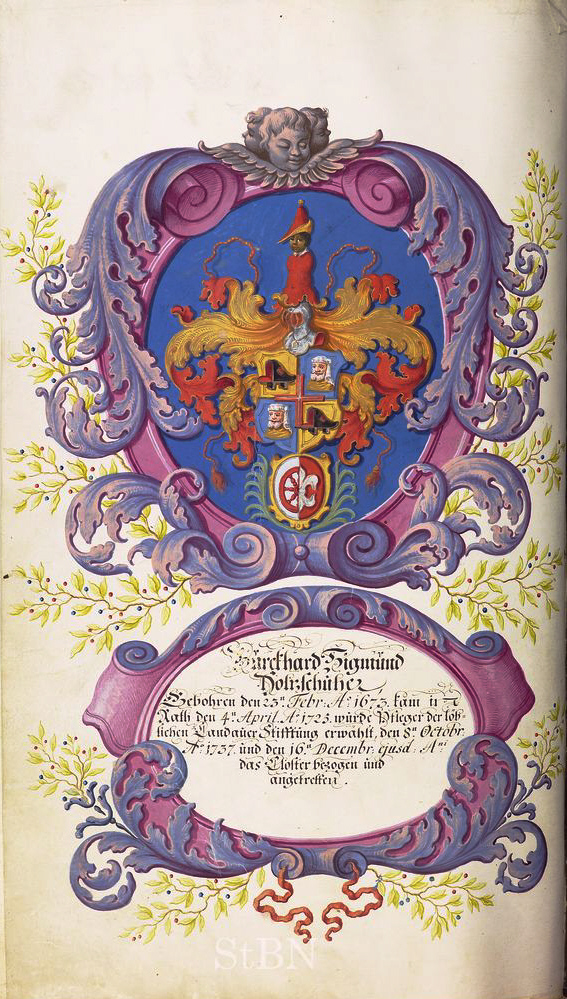
Wappen des Burckhard Sigmund Holtzschuher, Pfleger der Landauerschen Zwölfbrüderstiftung (1737)
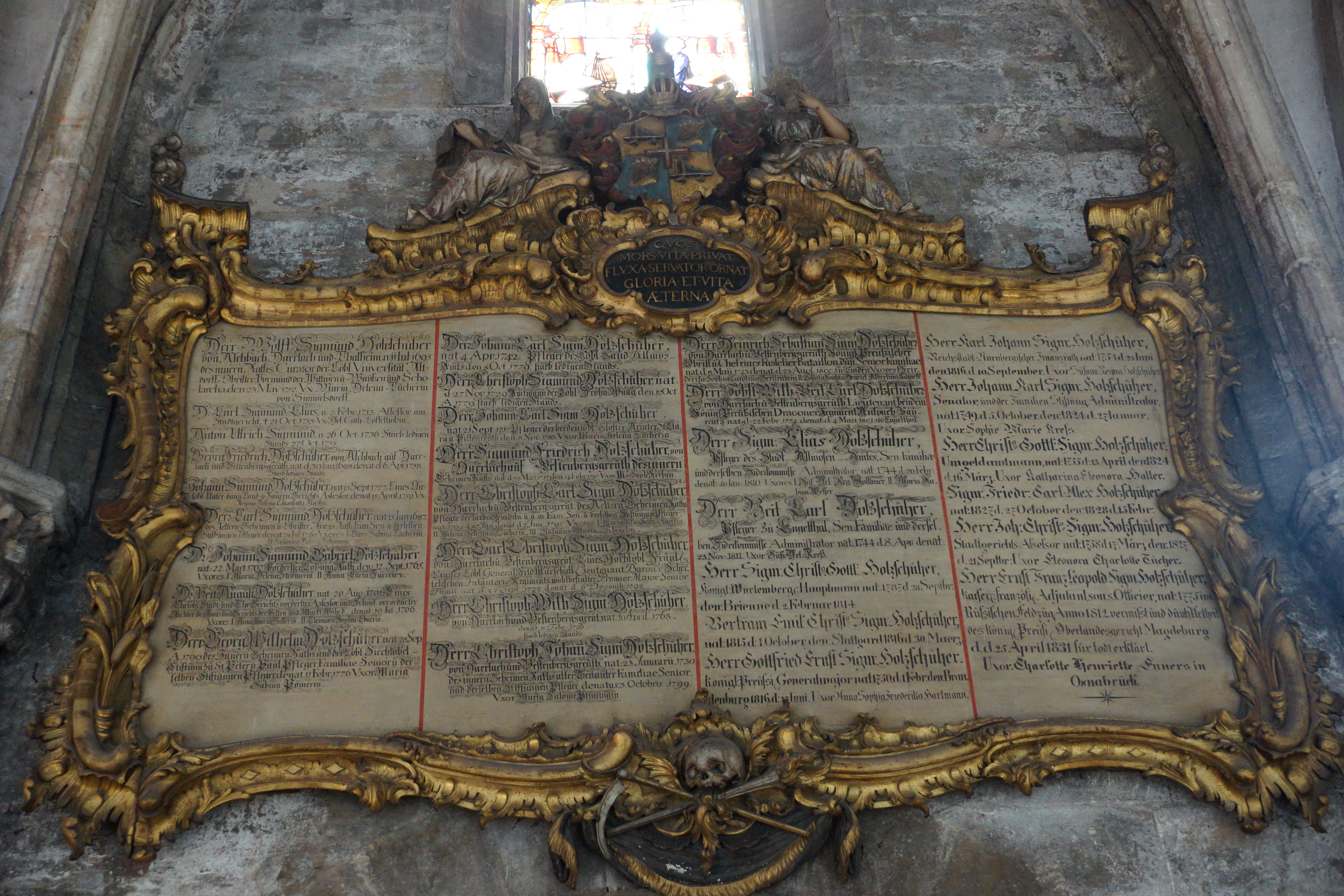
Epitaph in der Sebaldskirche

## Kunstwerke im Germanischen Nationalmuseum Nürnberg

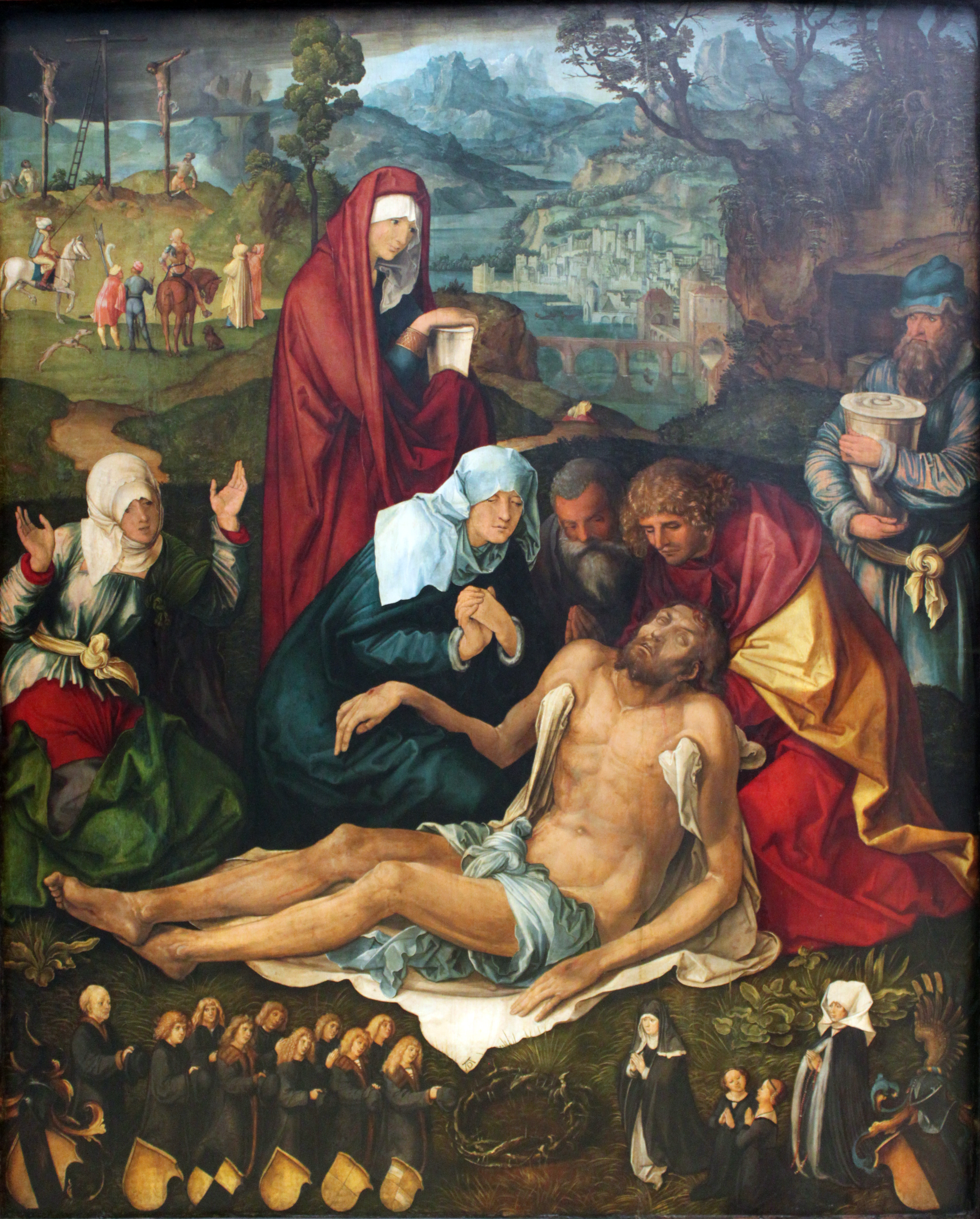
Albrecht Dürer: Die Beweinung Christi („Holzschuher-Lamentation“)
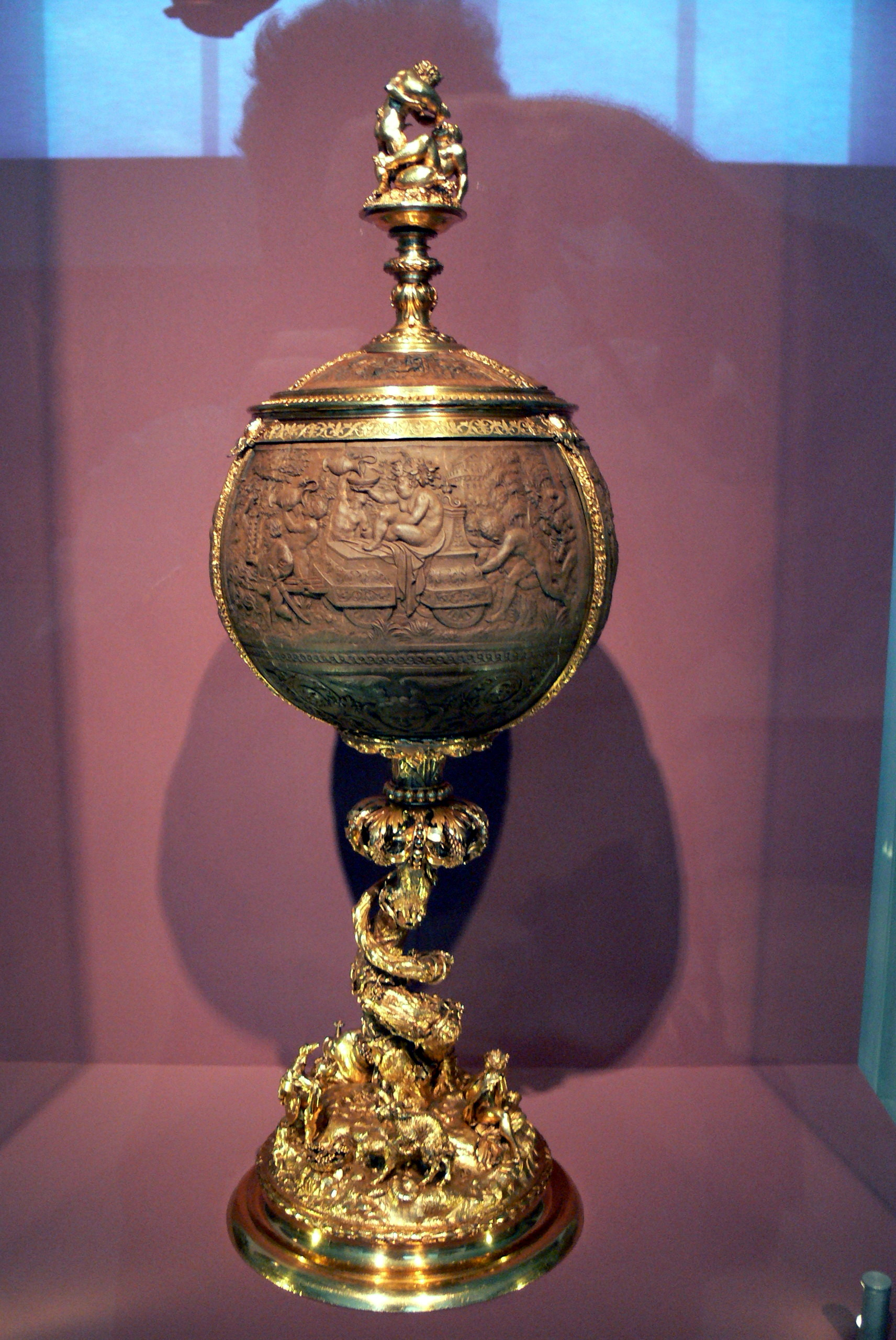
Holzschuher-Pokal (von 1535)
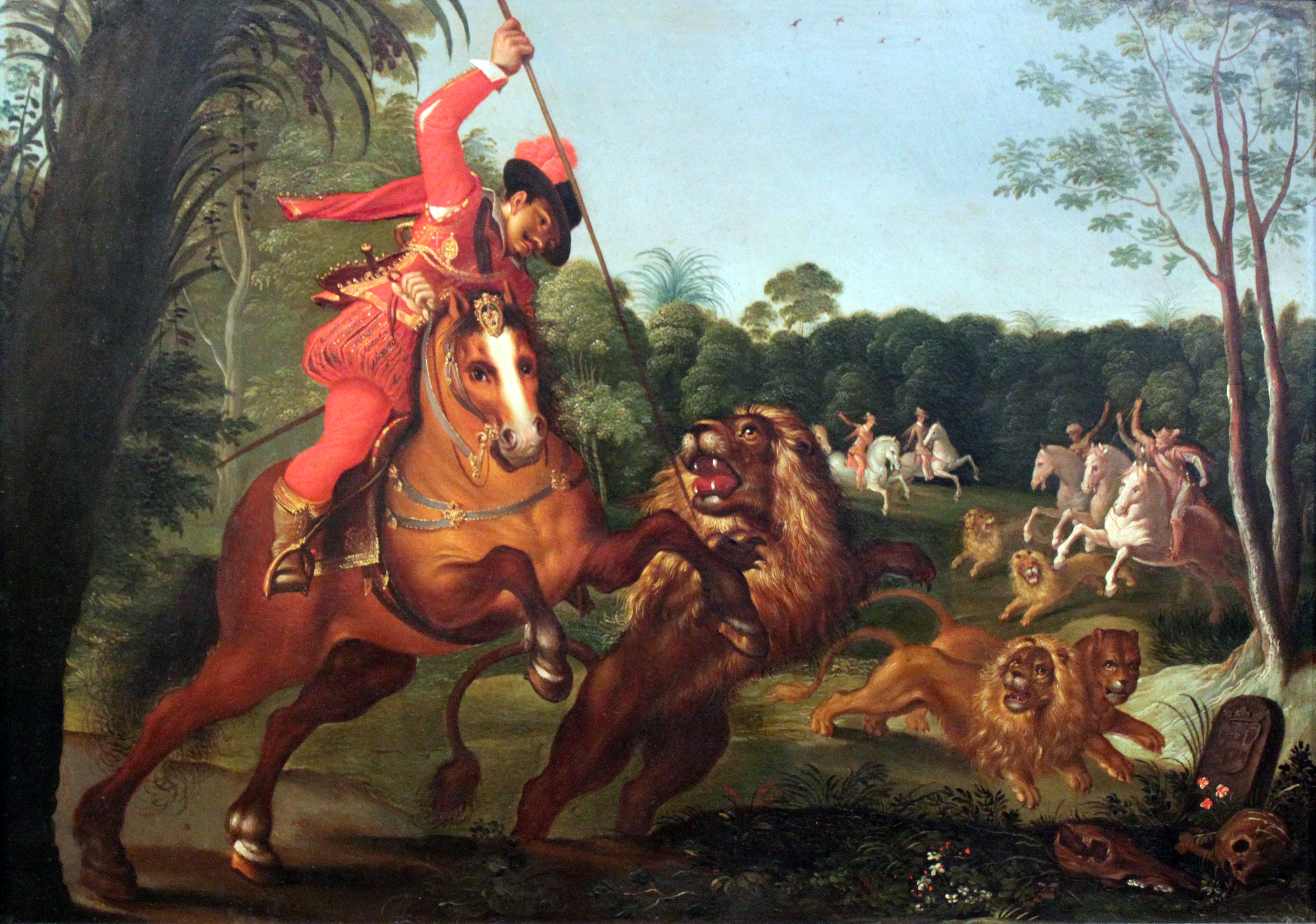
Die Löwenjagd des Wolfgang Holzschuher (1640)

Dürers Beweinung Christi wurde um 1499 von Hieronymus Holzschuher in Auftrag gegeben, wobei ungeklärt ist, ob sie ursprünglich für die Sebalduskirche bestimmt war, in der sie später hing, oder für die Holzschuher’sche Kapelle auf dem Johanniskirchhof oder für die Barfüßerkirche. Nach 1580 gelangte sie in die Sebalduskirche, wo sich seit dem Verkauf des Originals an die Familie Peller 1620 eine Kopie, möglicherweise von Georg Gärtner d. J. (1577–1654), befindet, auf der im Unterschied zum Original die Wappenschilde mit Holzschuher'schen Wappen bemalt sind.
Der Holzschuher-Pokal aus dem 16. Jahrhundert kam mit dem „alten Nürnberger Patriziergeschlecht“ nach Augsburg. Dort hatte sich der Verein Zur Erhaltung von Nürnberger Kunstwerken zu Beginn des 20. Jahrhunderts um den Ankauf bemüht, wofür 60.000 Mark aufgebracht worden waren. Der Verein stiftete das wertvolle Stück, das aus einer großen Kokosnussschale geschnitzt worden war, dem Germanischen Museum.

## Kirchenstiftungen

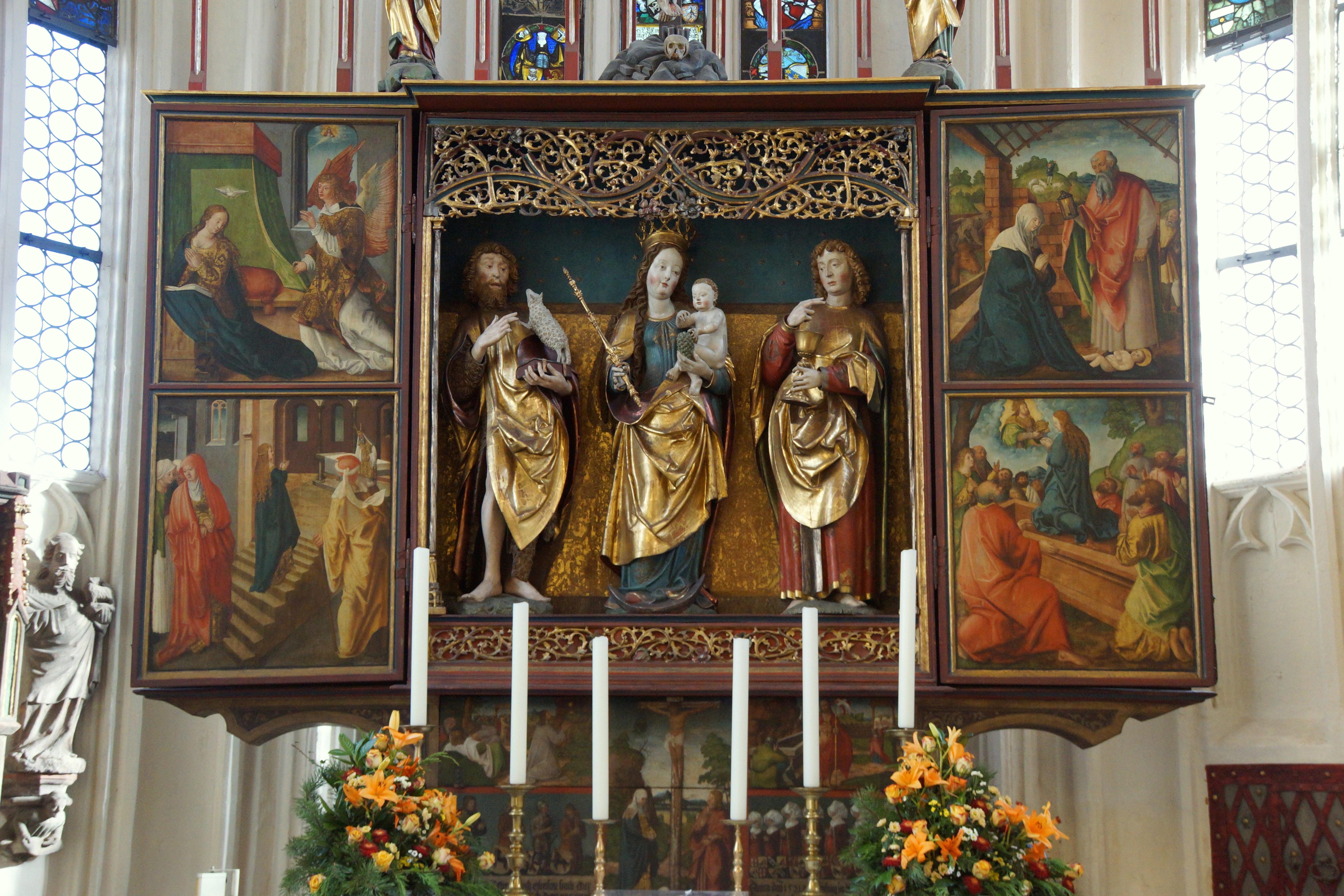
Altar in der Johanniskirche

- Der Hochaltar in der Johanniskirche auf dem Johannisfriedhof ist eine Stiftung von Fritz Holzschuher († 1511) und seiner Ehefrau Elisabeth Kreß von Kressenstein († 1519) um 1511–16. Auf der Predella ist das Ehepaar mit einer Reihe von Kindern und ihren Wappen dargestellt. Der Altar stammt aus dem Stilkreis des Veit Stoß, die Malereien 1511/1512 von Wolf Traut.
- Holzschuher-Fenster in der Sebalduskirche; gestiftet von Wolf Holzschuher († 1547) zwischen 1530 und 1547[16]